# Genevieve Camilleri
Genevieve Camilleri (* 20. Jahrhundert) ist eine australische Spezialeffektkünstlerin.

## Leben
Genevieve Camilleri wurde ab 2009 als Compositor in der australischen Filmbranche tätig. Ab 2011 arbeitete sie für die VFX-Firma Iloura. 2016 wechselte sie zu Industrial Light & Magic nach Kanada. Ab 2018 arbeitete sie als Visual Effects Supervisor für Atomic Fiction, die in Method Studios überging.
Für ihre Arbeit bei Love and Monsters wurde sie 2021 für den Oscar in der Kategorie Beste visuelle Effekte nominiert.
2022 kam sie wieder zurück nach Australien zur VFX-Firma Cumulus.

## Filmografie (Auswahl)
- 2011: Priest
- 2012: Ted
- 2013: Der große Gatsby (The Great Gatsby)
- 2014: Maleficent – Die dunkle Fee (Maleficent)
- 2015: Star Wars: Das Erwachen der Macht (Star Wars: The Force Awakens)
- 2015: Mad Max: Fury Road
- 2016: Gods of Egypt
- 2016: Ghostbusters
- 2016: The First Avenger: Civil War
- 2016: Doctor Strange
- 2017: Kong: Skull Island
- 2018: Peter Hase (Peter Rabbit)
- 2019: Die Kunst des toten Mannes (Velvet Buzzsaw)
- 2020: Love and Monsters
- 2021: The Tomorrow War